# Weijiaqiao
Weijiaqiao (kinesiska: 魏家桥, 魏家桥乡) är en socken i Kina. Den ligger i provinsen Hunan, i den södra delen av landet, omkring 170 kilometer sydväst om provinshuvudstaden Changsha.
Genomsnittlig årsnederbörd är 1 592 millimeter. Den regnigaste månaden är maj, med i genomsnitt 235 mm nederbörd, och den torraste är oktober, med 45 mm nederbörd.